# Iota Hydrae
Iota Hydrae (ι Hya / 35 Hydrae) es una estrella en la constelación de la Hidra.
De magnitud aparente +3,91, es la duodécima más brillante de su constelación.
Ocasionalmente recibe el nombre de Ukdah Cuarta mientras que en China era conocida como Ping Sing, «estrella tranquila». 
Se encuentra a 263 años luz del sistema solar.
Iota Hydrae es una gigante naranja de tipo espectral K2.5III, semejante a muchas otras estrellas brillantes del cielo nocturno —entre otras Alfard (α Hydrae), λ, μ y ν Hydrae, en esta misma constelación.
Su temperatura efectiva es de 4270 ± 18 K y es 339 veces más luminosa que el Sol.
Tiene un diámetro 33 veces más grande que el diámetro solar, intermedio entre el de Arturo (α Bootis) y el de Aldebarán (α Tauri), y gira sobre sí misma con una velocidad de rotación proyectada de 2,4 km/s.
Iota Hydrae presenta un contenido metálico algo inferior al solar, estando su índice de metalicidad [Fe/H] comprendido entre -0,08 y -0,14.
Por otra parte, también ha sido clasificada como estrella de bario —en el Bright Star Catalogue aparece catalogada como K2.5III-IIIbBa0.3—, por lo que se ha sugerido que puede formar un sistema binario con una enana blanca invisible.
Igualmente se piensa que puede ser una estrella variable con una fluctuación de brillo de 0,04 magnitudes.
Dicha variabilidad no ha sido confirmada, recibiendo Iota Hydrae la denominación provisional, en cuanto a variable, de NSV 4528.